# Josef de Vries

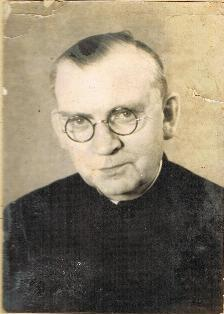
Josef de Vries

Josef de Vries SJ (* 3. Januar 1898 in Ochtrup; † 26. Dezember 1989 in München) war ein deutscher Jesuit und Philosoph.
Er war ein klassischer Vertreter der Philosophie der Neuscholastik, die im Pullacher Berchmanskolleg bis in die 1970er Jahre gelehrt wurde. Bekannt wurde er v. a. für seine Erkenntnistheorie (Grundfragen der Erkenntnis) und seine Auseinandersetzung mit der Scholastik (Grundbegriffe der Scholastik). 

## Leben
Josef de Vries wurde als ältestes von fünf Kindern des Zeitungsredakteurs Wilhelm de Vries und seiner Frau Maria geboren. Nach der Volksschule in Saarbrücken besuchte Josef de Vries das humanistische Gymnasium in Neuss (Quirinus-Gymnasium) und Essen (Königliches Gymnasium am Burgplatz zu Essen), wo er 1917 sein Abitur machte, um anschließend ins Noviziat der Gesellschaft Jesu  im niederländischen ’s-Heerenberg einzutreten. Ab Herbst 1919 studierte er Philosophie in Valkenburg, wo ihm drei Jahre später der philosophische Doktorgrad verliehen wurde. Nach einem zweijährigen Aufenthalt in Rom als Repetitor am Germanicum und philosophischen Studien an der Päpstlichen Universität Gregoriana, kehrte de Vries nach Valkenburg zurück, wo er Theologie studierte und 1927 zum Priester geweiht wurde. Dort nahm er zwei Jahre später seine Lehrtätigkeit auf, die er dann ab 1934 als Professor an der Philosophischen Fakultät der Jesuiten in Pullach fortsetzte. 
Seit 1929 war de Vries Mitarbeiter und seit 1932 Redaktionsmitglied der Zeitschrift Scholastik, die seit 1966 unter dem Namen Theologie und Philosophie (ThPh) erscheint und ab 2021 zusammen mit der Zeitschrift für katholische Theologie (ZKTh) als Zeitschrift für Theologie und Philosophie weitergeführt wird. Neben zahlreichen Beiträgen veröffentlichte er darin über achthundert Buchbesprechungen. Von 1942 bis 1971 war er Dekan der Philosophischen Fakultät und betreute als Studienpräfekt die jungen Jesuiten. Noch im hohen Alter hielt de Vries Vorlesungen an der Hochschule für Philosophie in München und veröffentlichte 1980 seine beiden Hauptwerke Grundbegriffe der Scholastik und Grundfragen der Erkenntnis.
Er war ein Bruder von Wilhelm de Vries.

## Werke (Auswahl)
- Denken und Sein. Ein Aufbau der Erkenntnistheorie, Freiburg/Br. 1937
- Logica – cui Praemittitur – Introductio in Philosophiam, Pullach prope Monachium, 8. Februar 1946
- Grundfragen der Erkenntnis, Johannes Berchmans Verlag, München 1980, ISBN 3-87056-025-8 (im Web (Memento vom 16. Juli 2014 im Internet Archive))
- Grundbegriffe der Scholastik, Wiss. Buchgesellschaft,  Darmstadt 3. Aufl. 1980